# Et là-bas, quelle heure est-il ?
Pour plus de détails, voir Fiche technique et Distribution.
Et là-bas, quelle heure est-il ? (chinois : 你那边几点？ ; pinyin : nǐ neibiān jǐdiǎn) est un film taïwanais réalisé par Tsai Ming-liang et sorti en 2001.

## Synopsis
Dans une grande ville de Taïwan, une jeune femme achète une montre et offre une génoise à un vendeur de montre ambulant. Au même moment elle lui annonce qu'elle part pour Paris, et le jeune homme se met à s’intéresser à cette ville. Il s'ensuit un parallèle entre la vie à Taïwan du jeune homme obnubilé par les objets d'horlogerie et celle de la jeune femme errant dans Paris.

## Fiche technique
- Titre : Et là-bas, quelle heure est-il ?
- Titre original : chinois : 你那边几点？ ; pinyin : nǐ neibiān jǐdiǎn
- Réalisation : Tsai Ming-liang
- Scénario : Tsai Ming-liang et Yang Pi-ying
- Production : Michel Imbert et Bruno Pésery
- Photographie : Benoît Delhomme
- Montage : Chen Sheng-chang
- Décors : Timmy Yip
- Pays d'origine :  Taïwan -  France
- Langue : mandarin
- Format : couleurs - Dolby Digital
- Genre : drame
- Durée : 116 minutes
- Date de sortie : 2001

## Distribution
- Lee Kang-sheng : Hsiao-kang
- Chen Shiang-chyi : Shiang-chyi
- Lu Yi-ching : Mère
- Miao Tien : Père
- Cecilia Yip : Femme à Paris
- Chen Chao-jung : Homme dans le métro
- Tsai Guei : Prostituée
- Arthur Nauzyciel : Homme dans la cabine téléphonique
- David Ganansia : Homme au restaurant
- Jean-Pierre Léaud : Jean-Pierre / L'homme du cimetière